# Glossarion
Glossarion là một chi thực vật có hoa trong họ Cúc (Asteraceae).

## Loài
Chi Glossarion gồm các loài: